# Sony Alpha SLT

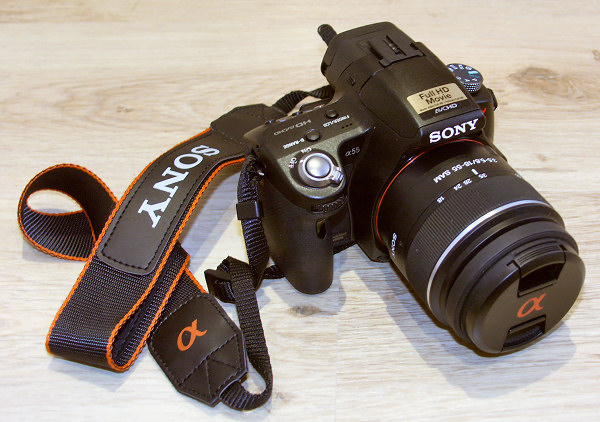
Sony SLT-A55 с «китовым» объективом

Sony Alpha SLT (англ. Single-lens Translucent) — линейка цифровых зеркальных фотоаппаратов фирмы Sony c полупрозрачным неподвижным зеркалом (вместо подвижного зеркала в традиционной конструкции). Основная часть светового потока беспрепятственно проходит сквозь зеркало, попадая на матрицу. Оставшиеся 30 % света перенаправляются зеркалом на сенсор фазового автофокуса, работающий непрерывно. Визирование осуществляется с помощью электронного видоискателя окулярного типа.
Первоначально, в августе 2010 были представлены две модели: Sony SLT-A33 (14,2 млн пикселов) и SLT-A55 (16,2 млн), в июне 2011 года появилась Sony SLT-A35, а в августе — SLT-A65 и SLT-A77.
В 2014 году в связи с унификацией модельного ряда обозначение линейки в новых моделях было изменено на ILCA.

## Список камер Sony Alpha SLT
| Модель     | Разрешение | Формат сенсора | Экран                               | Встроенная вспышка |
| ---------- | ---------- | -------------- | ----------------------------------- | ------------------ |
| SLT-A33    | 14 Мп      | APS-C          | 3" поворотный                       | зелёная ✓          |
| SLT-A35    | 16 Мп      | APS-C          | 3" неподвижный                      | зелёная ✓          |
| SLT-A37    | 16 Мп      | APS-C          | 2.6" с наклоном (низкое разрешение) | зелёная ✓          |
| SLT-A55    | 16 Мп      | APS-C          | 3" поворотный                       | зелёная ✓          |
| SLT-A57    | 16 Мп      | APS-C          | 3" поворотный                       | зелёная ✓          |
| SLT-A58    | 20 Мп      | APS-C          | 2.7" c наклоном (низкое разрешение) | зелёная ✓          |
| SLT-A65    | 24 Мп      | APS-C          | 3" поворотный                       | зелёная ✓          |
| ILCA-68    | 24 Мп      | APS-C          | 2.7'' поворотный                    | зелёная ✓          |
| SLT-A77    | 24 Мп      | APS-C          | 3" поворотный                       | зелёная ✓          |
| ILCA-77M2  | 24 Мп      | APS-C          | 3" поворотный                       | зелёная ✓          |
| SLT-A99    | 24 Мп      | полный кадр    | 3" поворотный (2 359 000 пикселей)  | ❌                 |
| SLT-A99 II | 42 Мп      | полный кадр    | 3" поворотный (2 359 000 пикселей)  | ❌                 |

## Преимущества
- Возможность достижения большой скорости серийной съёмки (за счёт отсутствия необходимости поднимать и опускать зеркало) — до 12 кадров/с у Sony SLT-A77, Sony SLT-A57 (при разовом замере экспозиции и расстояния по первому кадру);
- Возможность непрерывной работы фазового автофокуса не только при фотосъёмке, но и во время видеосъёмки, а также в режиме Live View, чего нет в камерах конкурентов;
- Отсутствие вибраций и звука хлопанья подвижного зеркала;
- Отображение в видоискателе 100 % кадра
- Автоматическое увеличение яркости изображения в видоискателе, при фотографировании в тёмных условиях, с объективами с малой светосилой, или тёмными светофильтрами
- Возможность, в реальном времени, увеличить изображение для более точной наводки на резкость
- Пыль не оседает на матрицу, т.к. она закрыта неподвижным зеркалом. В то же время, загрязнение неподвижного зеркала отражается на качестве снимков гораздо меньше, из за его удалённости от матрицы
- Возможность уменьшить размеры камеры, благодаря замене блока пентапризмы на электронный видоискатель
- В отличие от аппаратуры с подвижным зеркалом, оснащённых экспопамятью TTL-экспонометра, измерение происходит не только перед срабатыванием затвора, но и непосредственно в момент съёмки. Это повышает точность экспонирования в случае быстро изменяющейся интенсивности света.

## Недостатки

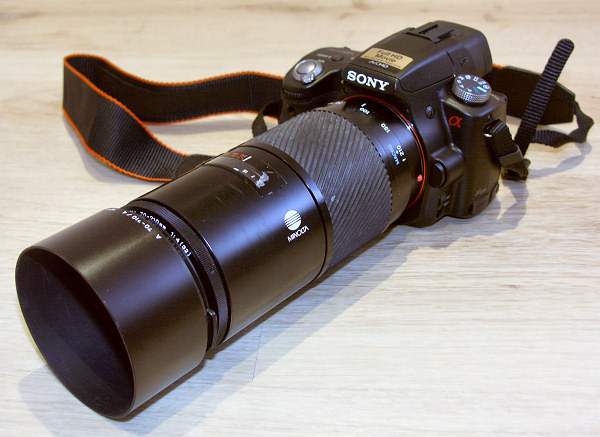

- Полупрозрачное зеркало разделяет световой поток между матрицей и датчиками автофокуса, снижая на 1/3 количество света попадающего на матрицу.
- Загрязнение неподвижного зеркала отражается на качестве снимков, в отличие от классической схемы, в которой зеркало на время экспозиции убирается с оптического пути, и его чистота влияет только на изображение в видоискателе. Неподвижное зеркало немного больше подвержено загрязнению чем матрица, поскольку последняя большую часть времени закрыта затвором.
- Чистка полупрозрачного зеркала, представляющего из себя тонкую, легко повреждаемую плёнку, трудно осуществима.
- Электронный видоискатель обладает ограниченным временным, пространственным и цветовым разрешением, что означает, что наблюдатель может не заметить, например, быстро промелькнувшую птицу в поле зрения, и будет видеть цвета, которые, возможно, немного отличаются от того что он увидит вживую, и будут такими, как их передаст на фотоснимке фотокамера
- Двигатель привода затвора имеет низкий ресурс и заклинивает после износа щёток в щёточном узле. Для замена привода затвора нужно полностью разобрать весь фотоаппарат до последнего узла.

## Функциональность
Sony SLT-A55 имеет следующие функции:
- GPS-модуль
- режим Sweep Panorama
- режим 3D Panorama, для просмотра изображений на 3D телевизорах Sony.
- серийная съёмка на скорости 3,6 или 10 (только у Sony SLT-A55) кадров в секунду.
- съёмка в режимах оптимизации цветового диапазона и расширения цветового диапазона HDR (только для формата JPG)
- режим многокадрового шумоподавления (только для формата JPG).

## Другие фотокамеры с полупрозрачным зеркалом
- Canon Pellix — 1965 год
- Canon F-1 High Speed — 1972 год
- Nikon F2H — 1976 год
- Canon EOS RT — 1989 год
- Canon EOS-1N RS — 1995 год
- Sony DSC-D700 — 1998 год
- Olympus E-10 — 2000 год
- Pentax EI-2000 — 2000 год
- Olympus E-20 — 2001 год